# Calle de Zaragoza
La calle de Zaragoza fue una vía pública de la ciudad española de Valencia.

## Descripción
La vía, ya desaparecida, discurría desde la plaza de Santa Catalina hasta la del Miguelete. Desapareció a raíz de la construcción de la plaza de la Reina. Aparece descrita en el primer tomo de la Valencia histórica y topográfica (1862) de Vicente Boix con las siguientes palabras:

Çaragoça (Zaragoza, calle de). Se entra por la plaza de Santa Catalina y desemboca en la plaza del Miguelete, frente la puerta principal de la iglesia metropolitana. Su denominacion es tan antigua como la conquista, porque en el libro de Donaciones se halla este territorio concedido á las gentes que vinieron de Zaragoza. Nuestros historiadores hacen mencion muchas veces de esta calle, y el célebre poeta Jaime Falcó habla tambien de ella, refiriendo el suceso que hizo eterna la memoria del Leon de la Germanía. Nuestros escritores cuentan, apoyando la narracion en las relaciones del vulgo, que en la noche del 27 de Setiembre de 1517 se presentó sucesivamente en varios puntos de la ciudad un leon [...]
(Boix, 1862, p. 163)